# Senhor do Bonfim (Bahia)
Senhor do Bonfim é um município brasileiro localizado no centro-norte do estado da Bahia. Localizado a 375 quilômetros da capital estadual Salvador, sua população, conforme a estimativa do IBGE de 2024, era de 74 523 habitantes.

## História
Um dos primeiros exploradores a visitar a região do município de Senhor do Bonfim, a qual teve como habitantes originais os indígenas cariris, foi Robério Dias, no início do século XVII. Foi ele quem nomeou a Serra da Maravilha, localizada no território municipal.
Nos séculos XVII e XVIII, o atual território municipal estava localizado na rota de aventureiros que se dirigiam a Jacobina, tropeiros e vaqueiros, sendo um ponto de parada para eles, muitos dos quais acabaram se fixando nessa região, atraídos pelo clima bom e terras férteis. O povoado que hoje é a sede municipal de Senhor do Bonfim se formou no final do século XVII, a partir de uma rancharia que servia de pouso àqueles que transitavam pela região, e estava localizada nas margens de uma lagoa, hoje drenada.
Em 1697, padres franciscanos criaram, em terras hoje pertencentes ao município de Senhor do Bonfim, a missão de Nossa Senhora das Neves do Sahy, para catequizar os indígenas cariris. Em 1720, foi criada a vila de Santo Antônio de Jacobina e essa missão religiosa foi escolhida para ser sua sede, mas, quatro anos depois, em 1724, a sede da vila foi transferida para a atual sede de Jacobina.
A atual cidade de Senhor do Bonfim foi denominada, em 1750, de Arraial do Senhor do Bonfim da Tapera, em um período em que estava em pleno desenvolvimento, devido à agropecuária.
Atendendo a um pedido da população local, uma Carta Régia de 1° de julho de 1797 elevou o Arraial do Senhor do Bonfim da Tapera à categoria de vila, com o nome de Vila Nova da Rainha, sendo desmembrada da vila de Jacobina e instalada em 1° de outubro de 1799.
Por meio da Lei Provincial n° 2.499, de 28 de maio de 1885, a Vila Nova da Rainha foi elevada à categoria de cidade, recebendo o nome de Bonfim.
No início de 1889, Bonfim foi visitada pelo Conde D’Eu, sendo recebido sem entusiasmo pela população. Ainda nesse mesmo ano, com a Proclamação da República, Bonfim foi o primeiro município da Bahia a aderir à nova forma de governo.
A Lei Estadual n° 1.905, de 6 de agosto de 1926, desmembrou de Bonfim e elevou à categoria de município o distrito de Jaguarari, criado em 1893.
Por meio do decreto-lei estadual n° 141, de 31 de dezembro de 1943, ratificado pelo Decreto Estadual nº 12978, de 1° de junho de 1944, o município de Bonfim passou a se denominar Senhor do Bonfim. Nesse momento, a municipalidade era constituída pelos distritos da sede e de Carrapichel, criado em 1933. Posteriormente, a Lei Estadual n° 628, de 30 de dezembro de 1953, elevou os povoados bonfinenses de Igara, Tijuaçu e Andorinha à categoria de distrito.
Na década de 1970, a economia municipal, que era baseada na pecuária e nas culturas de feijão, mandioca, milho, mamona, ouricuri e sisal, ganhou novas fontes e progrediu, com a expansão do comércio e a instalação de usinas de beneficiamento do leite, sisal, ouricuri e mamona. Nos anos 1980, devido à introdução de produtos e fibras sintéticas, as produções de mamona, sisal e ouricuri entraram em declínio e as indústrias desses produtos saíram do município, mas a intensificação da pecuária diminuiu o impacto na economia bonfinense resultante do declínio dessas culturas e, com isso, Senhor do Bonfim passou a ficar dependente dessa atividade primária.
A Lei Estadual n° 5.026, de 13 de junho de 1989, desmembrou de Senhor do Bonfim o distrito de Andorinha, que foi elevado à categoria de município.
Desde os anos 1990, as secas prolongadas têm causado grandes danos à economia municipal, o que permanece devido à ausência de planejamento do setor primário para a mitigação dos efeitos das secas.

## Geografia
A cidade está localizada no sopé sul da Serra do Gado Bravo, extensão da Chapada Diamantina, na Cordilheira do Espinhaço. Sua altitude, na região central da cidade, é de 453 metros acima do nível do mar, mas possui locais na extensão do município com altitude superior a 600 metros. Por ter localização privilegiada, é sempre verde em todos os meses do ano, sempre abastecida de frutas e verduras da região denominada "Grota", nos vales da cordilheira.
O município de Senhor do Bonfim possui uma divisão geológica-geomorfológica em três unidades principais: Gnáissica, Kinzigítica e Calcissilicática. Essa estrutura geológica contribui para a formação de duas grandes unidades de relevo: o Planalto Residual da Serra de Jacobina e o Pediplano Sertanejo. Nessas unidades de relevo, ocorrem processos de formação de solos que resultam em diferentes tipos de solos: Argissolos, Latossolos, Neossolos e Planossolos. Dentre esses, o Latossolo Vermelho Amarelo Distrófico é o mais predominante, ocupando cerca de 70% da área total do município.
O Latossolo Vermelho Amarelo é a classe de solo mais representativa em Senhor do Bonfim, cobrindo aproximadamente 69,88% da área do município. Esses solos são caracterizados por serem profundos, bem drenados e com textura média. No entanto, apresentam limitações de uso devido ao baixo teor de fertilidade e à baixa capacidade de retenção de água.
Nos seus domínios encontram-se várias nascentes de rios, todos pertencentes à bacia do Rio Itapicuru. Existem vários açudes no município, como o Açude do Sohen, Açude do Quiçé, Açude da Boa Vista, que ajudam a minorar a falta d'água nos tempos de seca. Esses açudes represam riachos também pertencentes à bacia do rio Itapicuru.
Na área do município é possível observar vários tipos de vegetação, desde a densa mata serrana, remanescente da Mata Atlântica, até a caatinga, sendo um observatório perfeito para quem pretende contemplar ou estudar os aspectos da cobertura vegetal do Nordeste brasileiro.

### Clima
O clima do município é tropical semiárido.
Segundo dados do Instituto Nacional de Meteorologia (INMET), referentes ao período de 1977 a 2011, a menor temperatura registrada em Senhor do Bonfim foi de 13,8 °C em 9 de junho de 1997, e a maior atingiu 38,2 °C em 3 de outubro de 1997. O maior acumulado de precipitação em 24 horas foi de 110,2 milímetros (mm) em 7 de fevereiro de 1991. Acumulados acima de 100 mm também ocorreram nos dias 30 de março de 2008 (103,2 mm) e 11 de janeiro de 1999 (102 mm).

## Economia
A base da economia do município está no setor terciário (comércio e serviços), que atrai consumidores de várias cidades próximas, a extração mineral na região, que também colabora para a movimentação financeira e, em menor escala, a agropecuária.
Por causa de sua localização geográfica, sendo ponto quase obrigatório na rota entre o litoral baiano e o Vale do São Francisco, Senhor do Bonfim desenvolveu-se como importante entreposto comercial e entroncamento viário para as regiões de Jacobina, Feira de Santana e Juazeiro, estimulando um grande número de empresas e empreendimentos e atraindo novos moradores para o município. A cidade consolidou-se como o principal centro da região, polarizando outros centros menores vizinhos.

## Infraestrutura

### Cultura
Senhor do Bonfim é considerada a Capital Baiana do Forró. Sua Festa de São João, que é o maior evento junino da Bahia e está entre os maiores do Brasil, é muito conhecida pela guerra de espadas (proibida desde 2017 por decisão do TJ-BA com fulcro no art. 16 do Estatuto do Desarmamento) e pela tradição cultural de seu povo de acender fogueiras em frente às suas residências. As noites juninas são animadas por inúmeros grupos de forró e desfiles de 'quadrilhas', que seguindo a tradição portuguesa consiste em pares que executam várias evoluções de passos de dança, sempre ao ritmo do forró pé de serra. Além disso, Senhor do Bonfim conserva um patrimônio histórico, com casas coloniais e igrejas.
A festa em Senhor do Bonfim transcorre durante todo o mês de junho e envolve toda a área urbana. Várias ruas são decoradas com motivos juninos e nordestinos, tendo como homenageada a figura de Luiz Gonzaga. O município preserva manifestações populares como o Bumba Meu Boi em junho e julho durante o São João e o Samba de Roda que celebra as raízes afro-indígenas da região.
Dentre os pratos típicos da culinária de Senhor do Bonfim, estão o o mugunzá, o cuscuz, a umbuzada, o licor de jenipapo, a buchada de bode e o bode seco.